# 高山亜樹
高山 亜樹（たかやま あき、1970年3月12日 - ）は、元アーティスティックスイミング（シンクロナイズドスイミング）選手、大阪体育大学非常勤講師。

## 来歴
大阪府出身。松蔭中学校・高等学校卒。ラサスイミングスクールで図司早江子の指導を受ける。
その後、大阪体育大学に入学し、1991年3月に卒業。1991年、世界水泳パース大会で小谷実可子とのデュエットで銀メダルを獲得。1992年バルセロナオリンピックシンクロのデュエットに奥野史子と組んで出場し銅メダルを獲得。
五輪終了後、現役を引退。また、シンクロ2012年ロンドンオリンピック日本代表チームの中村麻衣を、芦屋市のスイミングスクール内シンクロクラブと高山の母校である松蔭高の保健体育講師をしていた時、中村が高校1年時の体育授業を受け持った。母校である大体大の非常勤講師を務める。